# Joker (film 2012)
Joker è un film del 2012 diretto da Shirish Kunder.

## Trama
Agastya è uno scienziato che cerca una comunicazione con gli alieni. Tuttavia è escluso dal progetto, e torna nel suo paese, dove ci sono molti pazzi.
Crede di essere vittima di un raggiro, perché gli è stata comunicata la notizia della morte del padre, falsa. Quando torna negli Stati Uniti, scopre che il governo indiano vuole distruggere il suo piccolo paese Paglapur. Allora scopre con orrore che gli abitanti del paese sono stati sostituiti dagli alieni.